# Сааланио-Сапачулио
Сааланио-Сапачулио (груз. საალანიო-საფაჩულიო) — село в Грузии, на территории Хобского муниципалитета края (мхаре) Самегрело-Верхняя Сванетия.

## География
Село находится в западной части Грузии, к востоку от реки Хоби, на расстоянии приблизительно 3 километров (по прямой) к востоко-юго-востоку от города Хоби, административного центра муниципалитета. Абсолютная высота — 20 метров над уровнем моря.

## Население
По результатам официальной переписи населения 2014 года, в Сааланио-Сапачулио проживало 99 человек (47 мужчин и 52 женщины). В национальной структуре населения грузины составляли 99 %, русские — 1 %.
| Год  | Население, человек |
| ---- | ------------------ |
| 2002 | 160                |
| 2014 | ↘ 99               |